# 弗朗西斯·普雷斯顿·布莱尔
老弗朗西斯·普雷斯顿·布莱尔（Francis Preston Blair Sr.，1791年4月12日—1876年10月18日），美国新闻记者、政治家。

## 生平
布莱尔出生于弗吉尼亚州阿宾登，后迁至肯塔基州。1811年，布莱尔从特兰西瓦尼亚大学毕业后即投身新闻业，成为阿莫斯·肯德尔在肯塔基州法兰克福的报纸的撰稿人。1830年，作为安德鲁·杰克逊的忠实追随者，布莱尔担任了杰克逊团队位于华盛顿特区的机关报《环球报（Globe）》的编辑，成为杰克逊“厨房内阁”的一员并发挥着巨大的影响。在华盛顿期间，布莱尔购买了一处居所，即后来的美国国宾馆布莱尔宫。
虽然拥有奴隶，布莱尔在美墨战争后逐渐认为奴隶制度不应继续延续。1848年，布莱尔支持自由土壤党的总统候选人马丁·范布伦。1852年，布莱尔支持富兰克林·皮尔斯，但随后即去协助组建共和党并在1856年2月主持了在宾夕法尼亚州匹兹堡召开的预备大会。在随后举行的共和党全国大会上，布莱尔有力地支持了约翰·C·弗雷蒙成为总统候选人。在1860年共和党全国大会上，布莱尔最初支持爱德华·贝茨，在确认贝茨无法参选后，布莱尔转为支持亚伯拉罕·林肯。
1862年，布莱尔释放了其所有奴隶，仅留下一名作为仆人。
1864年林肯再次当选总统后，因与美利坚联盟国领导人私人关系良好，布莱尔被林肯派往里士满与联盟国总统杰斐逊·戴维斯接触，劝说其派出代表与美利坚合众国代表进行谈判。1865年2月3日举行的“汉普顿锚地会议”即是此行的结果。美国南北战争结束后，布莱尔成为安德鲁·约翰逊总统重建政策的反对者，并因此最终加入了民主党。1876年10月18日，布莱尔在马里兰州银泉逝世。

## 家庭
1812年7月21日，弗朗西斯与伊丽莎·维奥莱·吉斯特结婚，婚后两人共育有三子一女：
- 蒙哥马利·布莱尔：美国邮政部长
- 伊丽莎白·布莱尔·李：美国海军少将塞缪尔·菲利普·李的妻子
- 詹姆斯·布莱尔
- 小弗朗西斯·普雷斯顿·布莱尔：美国陆军少将、美国参议院议员、美国众议院议员、1868年美国副总统民主党候选人

曾任美国参议院议员、密苏里州州长、1872年美国副总统民主党候选人的本杰明·格拉茨·布朗是布莱尔的外甥。四次获奥斯卡奖提名的演员蒙哥马利·克利夫特是布莱尔的曾曾孙。